# Liolaemus arambarensis
Liolaemus arambarensis é o nome científico dado a uma espécie rara de pequeno lagarto da família Liolaemidae, encontrada somente na costa oeste da Lagoa dos Patos, no Rio Grande do Sul, Brasil. 
Seu nome científico foi dado em homenagem ao município de Arambaré, no Rio Grande do Sul, onde ocorre, e foi descrito pela ciência pela primeira vez em 2003.  
Por viver numa área muito restrita e com risco de destruição, está ameaçado de extinção.

## Nomes populares
Lagartixa-da-areia, lagarto-da-areia, lagartinho-das-dunas, entre outros, são os nomes populares dados a esta espécie e outras do gênero Liolaemus no Brasil.

## Características
Mede em média 5 a 6 cm de comprimento e, como as outras espécies de Liolaemus, apresenta adaptações à vida na areia, como a  cor camuflada e capacidade de enterrar-se e locomover-se na areia. Se alimenta de pequenos animais invertebrados e vegetais, como flores e folhas.  Se reproduz durante os meses de primavera e verão. 

## Ameaça de extinção
Como as demais espécies de Liolaemus brasileiras, está ameaçada de extinção segundo a instituição internacional IUCN, classificada como espécie vulnerável, pois habita somente uma pequena porção da costa da Lagoa dos Patos, um habitat que tem sido destruído em larga escala.